# 베스프렘구

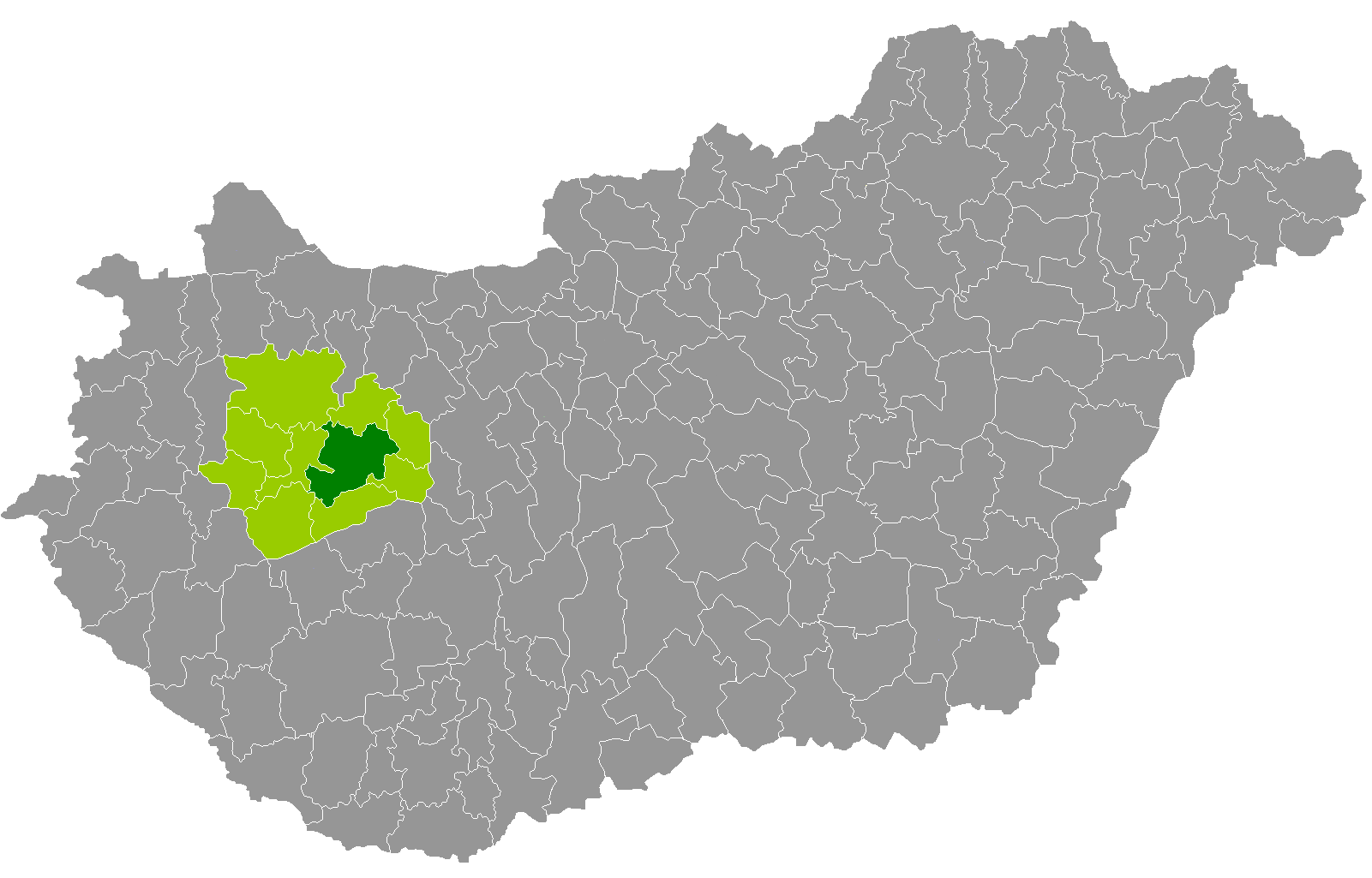
베스프렘주 지도에 표시된 베스프렘구의 위치

베스프렘구(헝가리어: Veszprémi járás)는 헝가리 베스프렘주에 위치한 구로 구청 소재지는 베스프렘이며 면적은 629.61km2, 인구는 83,288명(2011년 기준), 인구 밀도는 132명/km2이다.
북쪽으로는 지르츠구, 동쪽으로는 바르펄로터구, 벌러토널마디구, 남쪽으로는 벌러톤퓌레드구, 서쪽으로는 터폴처구, 어이커구, 파퍼구와 접한다. 19개 지방 자치체(1개 도시주, 1개 시, 17개 마을)를 관할한다.

구 문장